# Masasi
Masasi ist eine Kreisstadt mit ca. 89.700 Einwohnern im Süden Tansanias im Südwesten der Region Mtwara an der Grenze zu Mosambik. Sie ist Hauptstadt des Distrikts Masasi und liegt zwischen hohen Bergen im ansonsten flachen Umland. Der höchste Berg (Masasi Hill) ragt ca. 350 Meter hoch und steht unter Naturschutz.

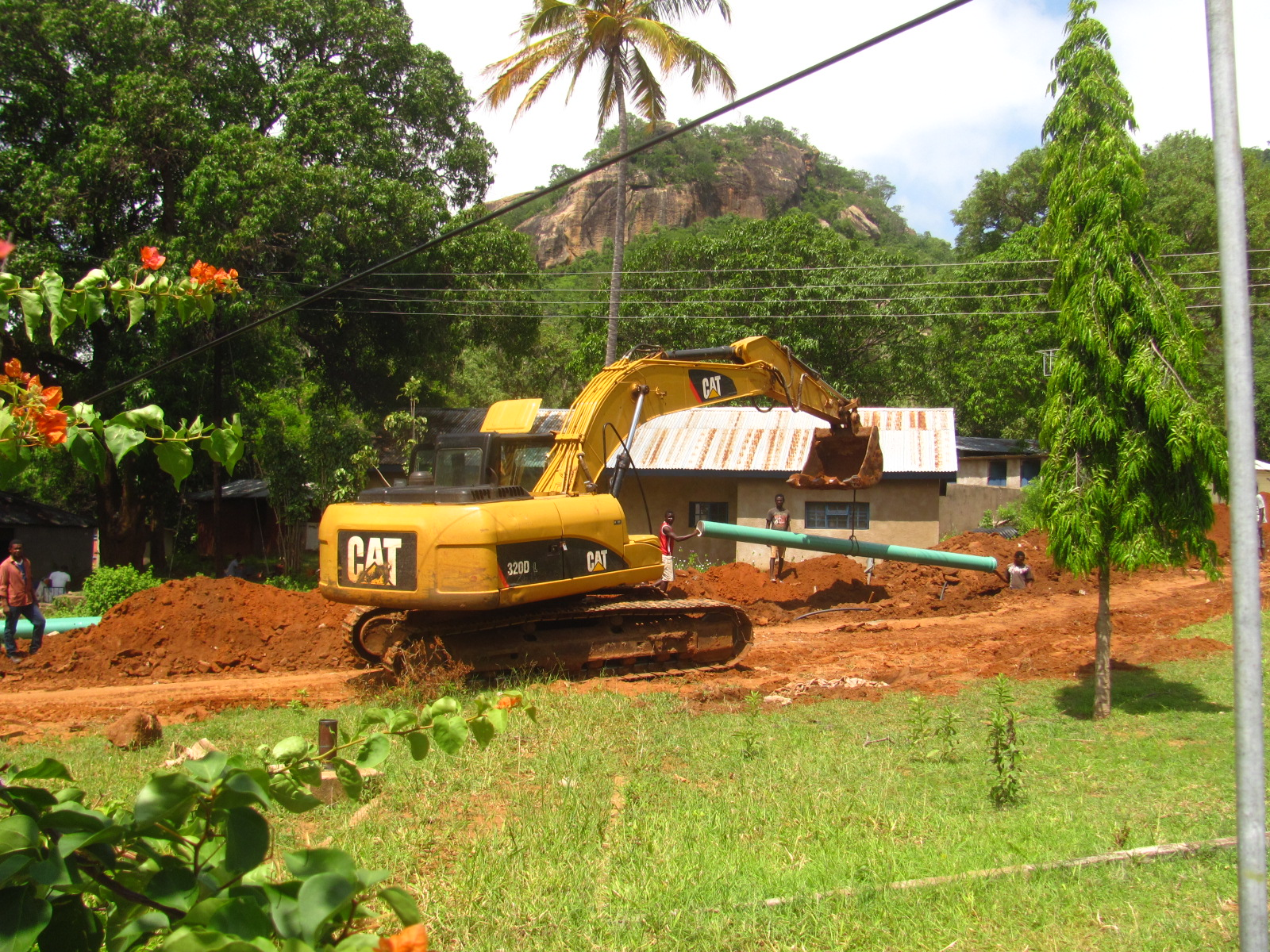
Bau der Trinkwasserleitung (2013)

## Infrastruktur
Masasi bildet einen regionalen Verkehrsknotenpunkt. Es kreuzen sich die Landstraße aus dem Liwale-District im Norden zur Kreisstadt Nachingwea auf dem Makonde-Plateau im Südosten Masasis mit der asphaltierten Nationalstraße T4 von Mtwara an der Küste nach Tunduru und weiter nach Songea und zum Malawisee im Westen.
Masasi verfügt über eine verhältnismäßig stabile Stromversorgung über ein Diesel-Kraftwerk. Die Stromversorgung ist in der Regel nur dann unterbrochen, wenn wegen hoher Ölpreise oder unterspülter Straßen die Diesel-Zufuhr aus Mtwara ausbleibt.
Das Krankenhaus in Masasi entspricht zwar nicht westlichen Standards, ist aber bedeutend für das ganze Umland und relativ gut ausgestattet.

## Bevölkerung
Die Bevölkerung setzt sich aus Bantu zusammen, die größte Gruppe bildet das Volk der Wao. Die Mehrheit der Bevölkerung ist christlich sowie muslimisch. Im Osten der Stadt befindet sich ein bedeutendes anglikanisches Kloster, die katholische Pfarrkirche ist Zentrum der größten Gemeinde der Stadt.

## Wirtschaft/Landwirtschaft
Die Stadt und ihr Umland sind neben dem Anbau von Mais, Bananen, Kokosnüssen und Tomaten für den Eigenbedarf stark durch die Kashewnuss-Plantagen geprägt. Sie bilden die Haupteinnahmequelle der Stadt, auch wenn die Kashewnüsse zwischen Dezember und Februar über verschlungene Zwischenhändler-Wege zunächst aus den Dörfern nach Masasi, dann mit großen LKWs nach Mtwara und von dort nach Indien verschifft werden. Die Idee der Weltbank, eine Kashewnuss-Fabrik zu bauen und zu etablieren war zwar gut und erfolgte zunächst. Die Fabrik läuft aber aus Liquiditäts-Problemen und wegen Vetternwirtschaft nur wenige Monate im Jahr und kann somit ihr Potential nicht ausschöpfen. In der Kashewnuss-Fabrik könnten ca. 300 Menschen eine feste Anstellung finden, wodurch die Fabrik mit Abstand der größte und bedeutendste Arbeitgeber der Stadt wäre und ein erheblicher Entwicklungsschritt bedeuten würde.
Ein hohes Potential bildet daneben das Handwerk. Überregional berühmt sind die Korbflechter im westlichen Umland sowie die Holzbildhauer bei Ndanda, die die berühmten Makonde-Schnitzereien anfertigen. Daneben gibt es eine ausgeprägte Schreiner- und Tischlertradition.
2001 haben sich lokale zivilgesellschaftliche Organisationen zusammengetan und das "Masasi NGOs Network" (MANGONET) gegründet. Die mittlerweile 20 Organisationen arbeiten auf unterschiedlichen Gebieten wie Landwirtschaft, Bildung, wirtschaftliche Entwicklung, Menschenrechte sowie Umweltschutz und haben sich gemeinsam zum Ziel gesetzt, die Entwicklung ihrer Stadt sowie des Kreises Masasi zu fördern und durch zivilgesellschaftliches Engagement selber in die Hand zu nehmen.